# Baia di Aransas

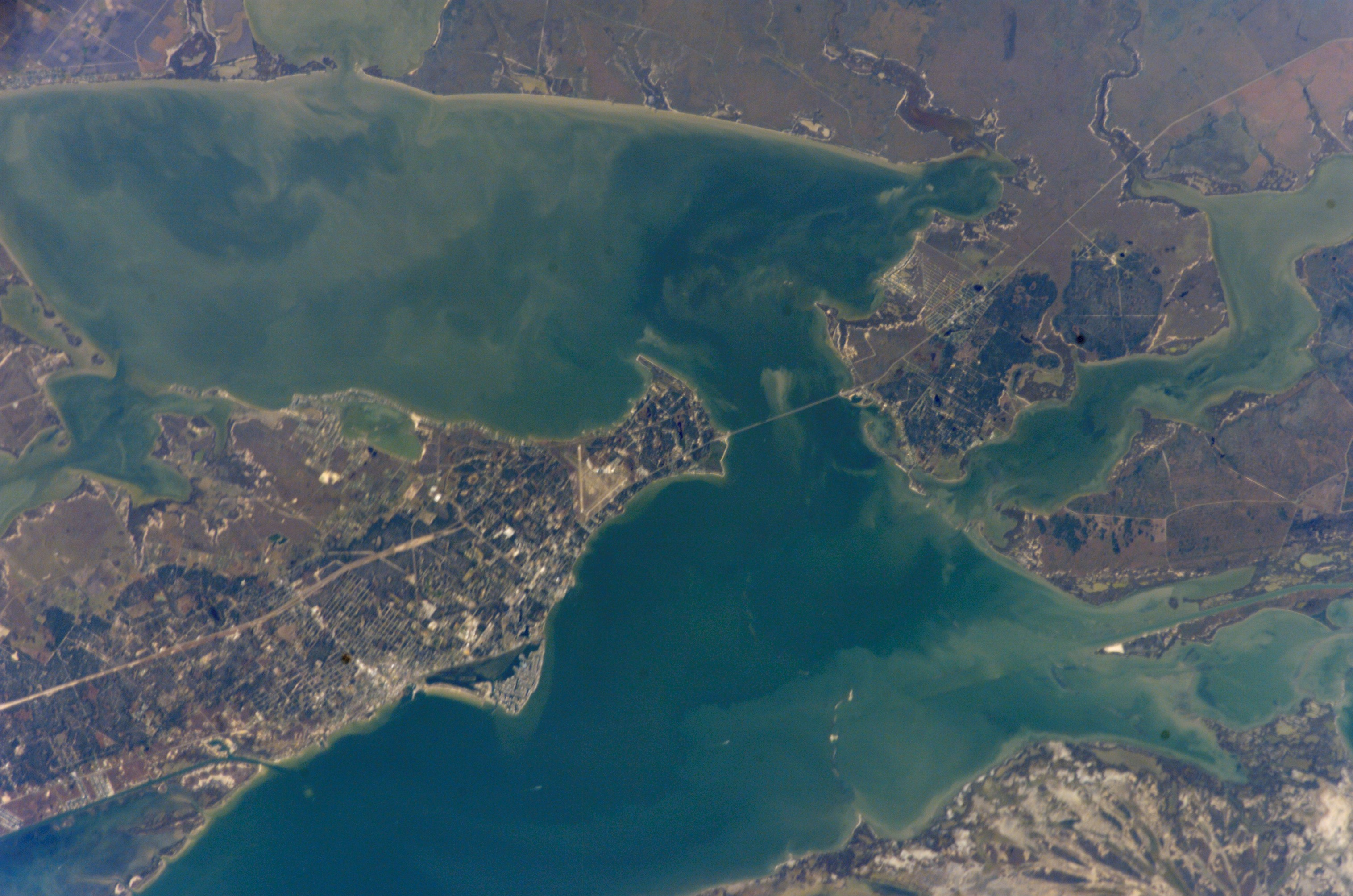

La baia di Aransas (Aransas Bay in inglese) è una baia sulla costa del golfo del Texas, a circa 30 miglia (48 km) a nord-est di Corpus Christi, e 173 miglia (278 km) a sud di San Antonio. È separata dal golfo del Messico da San José Island (indicata anche come St. Joseph Island). Il passo di Aransas è lo sbocco più diretto e navigabile nel golfo del Messico dalla baia. Le città di Aransas Pass e Port Aransas si trovano all'estremità meridionale e Rockport si trova sulla sponda occidentale centrale. La baia è orientata lateralmente nord-est-sud-ovest, ed è estesa dalla baia di Redfish a sud-ovest, la baia di Copano a ovest, la baia di Saint Charles a nord, e la baia di Mesquite a nord-est. La baia di Aransas fa parte della Mission-Aransas National Estuarine Research Reserve.
C'è una ricca storia di insediamenti sulla baia, tra cui: antichi accampamenti nativi americani risalenti a millenni fa, città fondate da immigrati europei nel XIX secolo come Lamar e Aransas e le città odierne di Rockport, Fulton e Aransas Pass. Risorse come gamberetti, pesce, ostriche e petrolio si trovano nei pressi della baia e contribuiscono all'economia locale.